# Dangeul
Dangeul település Franciaországban, Sarthe megyében. Lakosainak száma 482 fő (2022. január 1.). Dangeul Thoigné, Congé-sur-Orne, Courgains, Marolles-les-Braults, Mézières-sur-Ponthouin, Nouans és René községekkel határos.

## Népesség
A település népességének változása:
| Lakosok száma | 483  | 483  | 479  | 473  | 474  | 476  | 477  | 483  | 482  |
|               | 2013 | 2015 | 2016 | 2017 | 2018 | 2019 | 2020 | 2021 | 2022 |